# Dominique Batraville
Frantz Dominique Batraville, né à Port-au-Prince le 20 février 1962, est un poète, écrivain, acteur et journaliste haïtien.

## Biographie
Frantz Dominique Batraville, né le 20 février à Port-au-Prince et est emmené à l'Arcahaie, le même jour dans la ville natale de Denise Elysée, sa mère. Elle est une descendante d'émigrés protestants Français. Il passe ses vacances d'été souvent à Saint Marc, chez son papa Louis Pradel Batraville, qui est un médecin magnétiseur. Dès l'âge de 15 ans, il s'est déclaré poète sur le banc de petit séminaire collège St Martial. Il fait des études à l’Université libre de Bruxelles et à l'Université de Lille.
Il retourne à Haïti en 1986 après la chute de Jean-Claude Duvalier.
De 1988 à 2003, il est critique littéraire au quotidien Le Nouvelliste.
Selon les dires du fameux critique littéraire Yves Chemla, Docteur de l'université de la Sorbonne, l'écriture de Bratraville tourne incessamment autour de sa propre vie et plus largement avec l'environnement immédiat auquel il se rattache.Il fait de bien des évènements son récit sacré. Si on se réfère à cette phrase qu'il a écrit dans Semelles de braise (2012) pour faire montre sa pleine volonté de reconnaissance et de valorisation au événements,à la prise de position des paysans de Marche à terre qui allaient aboutir à la fin de l'occupation américaine et au départ des occupants de 1934 en Haïti. Dominique Bratraville a écrit : « J'ai ma foi des paysans de Marche à terre/et la verticalité des marrons reconnus ».
En 2010, il est invité au festival Étonnants voyageurs.
Par ailleurs, il a participé à plusieurs films, en Belgique, en France et en Haïti.
En mars 2012, il a participé au Salon du livre de Paris aux côtés de son compatriote écrivain Jean-Robert Léonidas. Il est membre de l’Association des Écrivains de la Caraïbe, et membre du PEN-Haïti.

## Œuvres
- L’Ouverture, Ivry-sur-Seine, France, Éditions A3, 2004, 39 p.  (ISBN 2-84436-119-6)
- Pòtre van sèvolan, Potoprens, Haïti, Edisyon près nasyonal Dayiti coll. « Souf nouvo », 2008, 57 p.  (ISBN 978-99935-91-02-3)
- L’Archipel des hommes sans os, Paris, Éditions Riveneuve, 2012, 103 p.  (ISBN 978-2-36013-073-3)[5]
- L’Ange de charbon, Paris, Éditions Zulma, 2014, 174 p.  (ISBN 978-2-84304-693-3)
- Kòdvokal, Jacmel, Haiti, Éditions Pulùcia, Coll. Émile Célestin Mégie, 2014, 120 p.  (ISBN 978-99970-4-304-7)
- Semelles de braise suivi de Grammaire Des îles, Port-au-prince, Editions Presses Nationales d'Haiti, 2012, 176 p.  (ISBN 978-99935-91-96-2)
- Boul pik, Port-au-prince;Édition choucoune,1978
- Pétition au soleil, Port-au-prince;édition choucoune 1979
- Papye kreyol, Port-au-prince édition des antilles 1990
- L'arbre qui saigne 1997 (Anthologie des nouvelles primées au concours Jacques Stephen Alexis)
- Kantik devanjou, 1998 (Revue mémoire et oralité traduit en espagnol par Anna Kovak,imprimé à cuba en 1998)
- La fête du cerf-volant, Port-au-prince Édition deschamps 1998 (conte)
- Fanm klete (Pièce jouée en Martinique en 1998)
- Bolèt 50 15 10 (Piėce jouée en Martinique en 1998)
- Le nègre et la rose de l'auberge (pièce jouée en Haïti en 2001)
- Pòtre van sèvolan, Port-au-prince, Presses nationales d'Haïti en 2008
- L'archipel des hommes sans os, Paris, Riveneuve, 2012
- Kòdvokal, Dominique Batraville, Éditions Pulùcia, 2014

## Distinctions
- Un prix a été baptisé en son nom: "Pri Pwezi Kreyòl Domonique Batraville" par Éditions Pulùcia.

## Film sur l’auteur
- Élégie de Port-au-Prince. Bal(l)ade du poète Dominique Batraville dans les ruines de la capitale haïtienne, d’Aïda Maigre-Touchet, 2011î